# Maike Albath

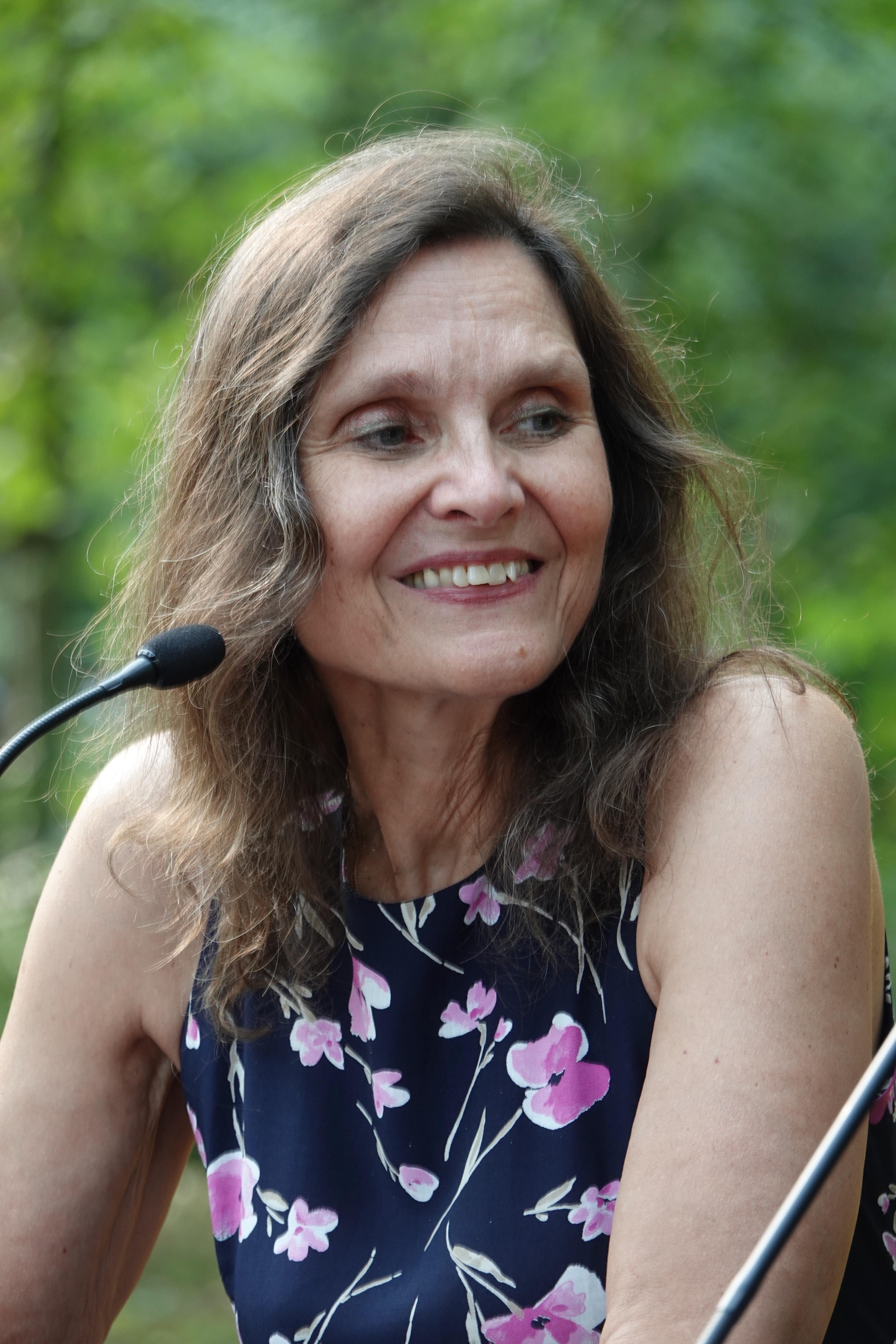
Maike Albath 2024 beim Erlanger Poetenfest

Maike Albath (* 1966 in Braunschweig) ist eine deutsche Literaturkritikerin, Autorin und Journalistin.

## Leben
Nach einem Studium der Romanistik und Germanistik in Berlin und Italien promovierte Maike Albath im Jahr 1996 über den italienischen Dichter Andrea Zanzotto. Seit 1993 ist sie als Journalistin für den Deutschlandfunk und Deutschlandfunk Kultur tätig und gestaltete als Autorin unter anderem Radio-Features über Antonio Tabucchi, Cesare Pavese und dessen Heimatstadt Turin und die Literaturszene Kroatiens.
Maike Albath ist Mitarbeiterin der Süddeutschen Zeitung, der Wochenzeitung Die Zeit und der Zeitschrift Jazz Podium. Ihre Arbeit als Literaturkritikerin wurde 2002 mit dem Alfred-Kerr-Preis gewürdigt. 2006 erhielt sie die Übersetzerbarke vom Verband deutschsprachiger Übersetzer literarischer und wissenschaftlicher Werke „für Ihre Fairness, Ihren Respekt und Ihr waches Interesse an der Arbeit der Literaturübersetzer“.

„Albath betonte die Bedeutung der Literaturübersetzer für die Buchkultur. Sie würdigte insbesondere die Hingabe und Ernsthaftigkeit, mit der sie ... ihrer Arbeit nachgingen. Dieser Einstellung fühle auch sie als Rezensentin sich verpflichtet. Das war eine implizite Aufforderung an ihre Kollegen, häufiger und eingehender auch den Beitrag der Literaturübersetzer zum literarischen Leben kritisch zu begleiten.“

Albath, die mehrere Jahre in Turin und Padua lebte, gilt als ausgewiesene Kennerin der italienischen Literatur und Gegenwartskultur. In ihrem 2010 erschienenen Werk Der Geist von Turin zeichnet sie die wechselhafte Geschichte des linksliberalen Einaudi-Verlages anhand der Lebenswege des Verlegers Giulio Einaudi und der Literaten Cesare Pavese und Leone Ginzburg, die die Geschicke des Turiner Verlagshauses maßgeblich bestimmten, nach. Der Verlag, der das Geistesleben Italiens bis weit in die 1970er Jahre hinein prägte, gehört heute zum Medienimperium von Silvio Berlusconi. In Rom, Träume (2013) widmet sie sich dem Geistesleben im Rom der Nachkriegszeit, vor allem dem Autorenkreis um Elsa Morante, Alberto Moravia, Carlo Emilio Gadda, Ennio Flaiano und Pier Paolo Pasolini.
Maike Albath tritt auch als Moderatorin von Literaturveranstaltungen, etwa 2002 im Rahmen der Tage der deutschsprachigen Literatur in Klagenfurt und seit 2003 beim Erlanger Poetenfest, in Erscheinung. 2011 gehörte sie der Jury der Akademie Deutscher Buchpreis an und war deren Sprecherin. Zwischen 2016 und 2018 wirkte sie in der Jury des Preises der Leipziger Buchmesse mit. Im Dezember 2021 wurde sie als ordentliches Mitglied in die Akademie der Wissenschaften und der Literatur Mainz aufgenommen.
Maike Albath lebt in Berlin.

## Schriften (Auswahl)
- Feuerwerke, afrikanische Taschen, Palazzi. Wem gehört Palermo? In: Europa im Übergang. besitzen. (= Rhinozeros. Band 2). Hrsg. v. Franck Hoffmann, Markus Messling, Maria-Anna Schiffers. Matthes & Seitz, 2022, ISBN 978-3-7518-0703-6, S. 48–59.
- Das wir ins Offene schauen. In: furchtlos schreiben. Das Politische der Literatur 2. (= die horen. Zeitschrift für Literatur, Kunst und Kritik. Nr. 285). Zusammengestellt von Andreas Erb und Christof Hamann. 2022, ISBN 978-3-8353-5153-0, S. 35–39.
- Der Fuchs und die Kamelie. Ignazio Silone am Lago Maggiore. In: Quarto. Zeitschrift des Schweizerischen Literaturarchivs. Nr. 45, 2018, ISBN 978-2-05-102837-0, S. 94–100.
- In der Dichtung zu Hause. Laudatio für Theresia Prammer. In: Italienisch. Zeitschrift für italienische Sprache und Literatur. 2019, Nr. 82, S. 12–18. ISSN 0171-4996
- Die Wahrheit des Fälschers: Il Consiglio d’Egitto. In: Albertina Fontana, Ivan Pupo (Hrsg.): Nel Paese di Cunegonda. Leonardo Sciascia e le culture di lingua tedesca. Leo S. Olschi Editore, Firenze 2019, ISBN 978-88-222-6671-2, S. 173–184.
- Comissario Brunetti von Nebenbuhler erdrosselt. In: DU. Band 771, 2006, S. 58–63.
- Zanzottos Triptychon. Eine Studie der Sammlungen „Il Galateo in Bosco“, „Fosfeni“ und „Idioma“. Narr, Tübingen 1998, ISBN 3-8233-5184-2. (als Maike Albath-Folchetti)
- Der Geist von Turin. Pavese, Ginzburg, Einaudi und die Wiedergeburt Italiens nach 1943. Berenberg Verlag, Berlin 2010, ISBN 978-3-937834-37-5.
- Rom, Träume. Moravia, Pasolini, Gadda und die Zeit der Dolce Vita. Berenberg Verlag, Berlin 2013, ISBN 978-3-937834-65-8.
- Italo Svevo. Deutscher Kunstverlag, Berlin 2015, ISBN 978-3-422-07319-7.
- Trauer und Licht. Lampedusa, Sciascia, Camilleri und die Literatur Siziliens. Berenberg Verlag, Berlin 2019, ISBN 978-3-946334-50-7.
- Bitteres Blau. Neapel und seine Gesichter. Berenberg Verlag, Berlin 2024, ISBN 978-3-949203-90-9.

## Radiofeatures
- 2011: Der schöne Sommer – Der italienische Schriftsteller Cesare Pavese, Deutschlandfunk.
- 2012: Ich bin nach dieser Gattung von Seelen lüstern. Musenschicksale, SWR2.
- 2012: Das bittere Leben. Zum hundertsten Geburtstag der italienischen Schriftstellerin Elsa Morante, DeutschlandRadio Kultur.
- 2014: Zeit der Wut. Der italienische Kriminalroman, DeutschlandRadio Kultur.
- 2014: Liebhaber des Halbschattens. Der italienische Schriftsteller Carlo Emilio Gadda. DeutschlandRadio Kultur.
- 2019: Widerspenstige Anmut. Das italo-slawische Triest, Deutschlandfunk Kultur.
- 2020: Ansteckung. Seuchen in der Literatur, Deutschlandfunk Kultur.
- 2021: Wege nach unten. Armut in der Literatur, Deutschlandfunk Kultur.
- 2021: Im Rausch. Schriftstellerinnen und Abhängigkeit. SWR2.
- 2021: Geliebte Feindin. Freundinnen in der Literatur. SWR2.

## Auszeichnungen
- 1998: Joachim-Tiburtius-Preis der Berliner Hochschulen
- 2002: Alfred-Kerr-Preis
- 2006: Übersetzerbarke des Verbands deutschsprachiger Übersetzer
- 2025: Shortlist Preis der Leipziger Buchmesse für Bitteres Blau.